# زگورووو
زگورووو (به بلغاری: Zgurovo) یک منطقهٔ مسکونی در بلغارستان است که در شهرستان نوستینو واقع شده‌است.